# Amanda King
Amanda „Mandy“ King ist eine australische Produzentin und Regisseurin von Dokumentarfilmen.

## Leben
Zusammen mit Fabio Cavadini produziert King und führt seit 1987 Regie bei Dokumentarfilme. Sie beschäftigen sich mit Themen zu Umweltschutz, die Rechte von Eingeborenen und deren Kunst in Australien und den benachbarten Regionen. Cavadini und King gehört die Filmproduktionsfirma Frontyard Films.
King besuchte die Kunstschule in Newcastle. Von 1973 bis 1977 war sie Lehrerin für Kunsterziehung. In der Schule begann mit Hilfe der Australian Broadcasting Corporation (ABC) vor Ort Filmprojekte durchzuführen.
Bereits als Studentin hatte sie erste Kontakte mit Aktivisten, die sich für das 1975 von Indonesien besetzte Osttimor einsetzten. Als im Vorfeld der offenen Invasion australische Journalisten durch indonesische Soldaten ermordet wurden, kam es in Australien zu vielen Protestaktionen; auch in Newcastle, in dem es ein starkes Zentrum politisch linker Kräfte gab, wie Gewerkschaften, Arbeitervereine und die Communist Party of Australia. King nahm teil an den Demonstrationen gegen die australische Regierung, die Indonesien in Osttimor freie Hand ließ.
King gab ihren Beruf als Lehrerin auf und ging nach Sydney. 1985 sollte die bekannte Filmemacherin Martha Ansara eine Dokumentation über den osttimoresischen Unabhängigkeitsaktivisten und späteren Friedensnobelpreisträger José Ramos-Horta drehen, konnte es aber aus Termingründen nicht machen. James Kesteven und Amanda King übernahmen die Aufgabe als Regisseure. Ab 1985 entstand die Dokumentation The Shadow Over East Timor, die die Mitverantwortung der Vereinigten Staaten, Großbritanniens und Australiens bei der indonesischen Aggression thematisierte. Auf Vorschlag von SBS wurde die ursprüngliche 38-Minuten-Fassung für das Fernsehen auf eine Stunde erweitert. Zusammen mit Cavadini, der ebenfalls in der Zeit Dokumentationen zu dem südostasiatischen Land drehte, reiste das Team 1989 nach Osttimor zu Recherchen und Filmaufnahmen, die halb im Geheimen stattfinden mussten. 1990 wurde der Film fertiggestellt und nur wenige Monate vor dem Santa-Cruz-Massaker am 12. November 1991 bei SBS ausgestrahlt. Filme über Krisen und Konflikte in Bougainville (An Evergreen Island, 2000), Papua-Neuguinea (Colour Change, 2011) und weitere über Osttimor folgten (Starting From Zero, 2002; Time to Draw the Line, 2017). A Thousand Different Angles von 2010 erzählt die Geschichte der in Berlin geborenen australischen Bildhauerin Inge King.
2015 erhielt King von Osttimors Präsidenten Taur Matan Ruak die Medal des Ordem de Timor-Leste.

## Filmografie (Auswahl)
- 1990: The Shadow Over East Timor[1]
- 2000: An Evergreen Island
- 2002: Starting From Zero
- 2010: A Thousand Different Angles
- 2011: Colour Change
- 2017: Time to Draw the Line (2017)